# Míssil balístic intercontinental
Un míssil balístic intercontinental (MBI) és un tipus de projectil guiat per llançar grans càrregues explosives, normalment nuclears, així com altres mitjans d'atac a distàncies superiors a 5.500 km. Es tracta d'un coet espacial suborbital que viatja a molt alta velocitat per fora de l'atmosfera terrestre, de manera que pot travessar continents en pocs minuts.
Així establerts pels tractats internacionals, els míssils balístics intercontinentals tenen, per tant, més abast i velocitat que els míssils balístics de teatre d'operacions i es consideren l'expressió última dels mitjans de destrucció massiva utilitzats en la guerra nuclear. S'afirma generalment que un atac a gran escala amb míssils d'aquest tipus pot aniquilar pobles, nacions i models de civilització sencers, amb centenars i fins i tot milers de milions de baixes.
Els míssils balístics intercontinentals adaptats per al seu tret des de submarins en immersió es denominen míssils balístics de llançament submarí (MBLS). Al llarg de la seva història, els MBI i MBLS han estat considerats indistintament armes d'artilleria súper-pesant i armes aeroespacials.
La miniaturització de les ogives i l'equip tecnològic necessari per dur-les fins als seus objectius permet que un sol míssil balístic transporti múltiples càrregues independents (MIRV, multiple independent targetable reentry vehicle), així com nombroses ajudes a la penetració per superar els sistemes de defensa antimíssils.

## Història

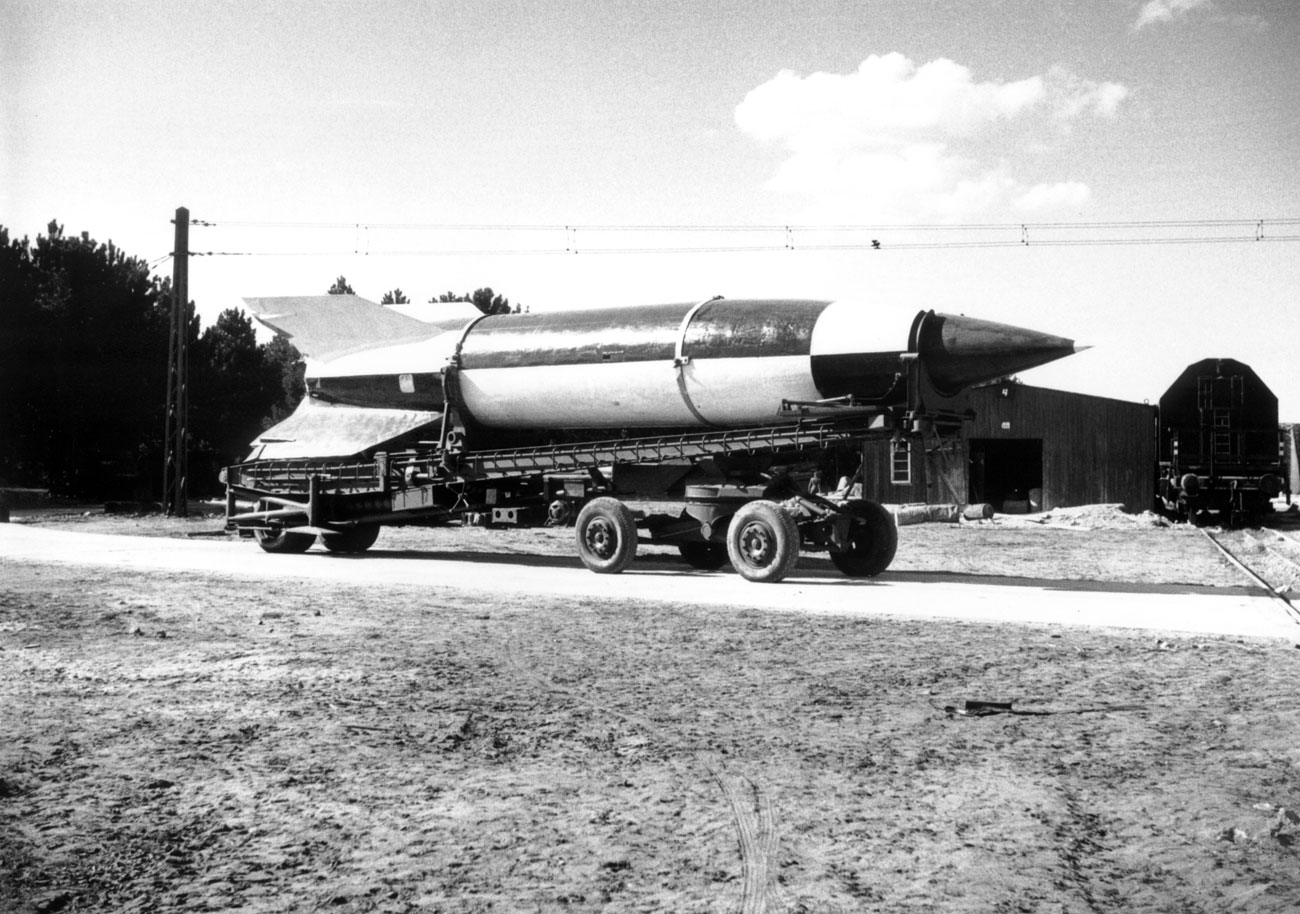
Coet V-2 a Meillerwagen (Smithsonian Institution Negative #76-2755)l

Des del seu mateix origen, els coets s'han utilitzat per llançar càrregues explosives contra l'enemic. El desenvolupament de les armes nuclears i dels coets espacials a partir de finals de la Segona Guerra Mundial va permetre combinar les dues tecnologies en un nou tipus d'arma per atacar la rereguarda estratègica de l'enemic amb càrregues atòmiques. La separació geogràfica entre els dos contendents principals de la Guerra Freda va esperonar aquesta necessitat, i amb prou feines una dècada després dels bombardeigs nord-americans de les ciutats japoneses d'Hiroshima i Nagasaki el 1945, tant els Estats Units com la Unió Soviètica perfeccionaven el desenvolupament d'aquests míssils nuclears d'abast intercontinental, comunament inspirats a la V-2 alemanya de 1942.

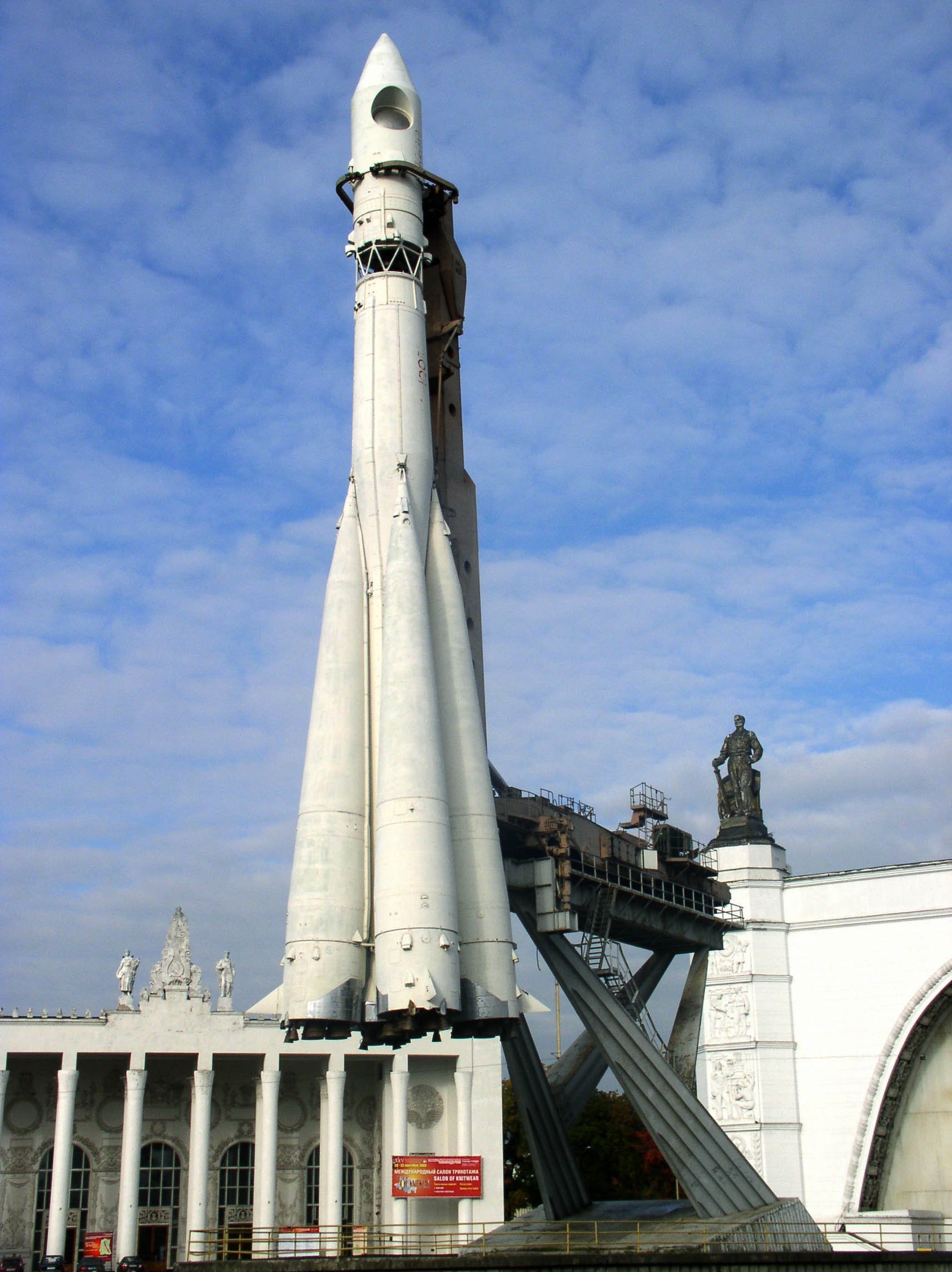
R-7 8K72 Vostok exhibit en el Centre Panrus d'Exposicions, variant civil del primer míssil balístic intercontinental.

El primer míssil balístic intercontinental veritable va ser el R-7 Semyorka soviètic (índex GRAU: 8K71; designació OTAN: SS-6 Sapwood), una variant militar del coet Spútnik de Serguei Koroliov utilitzat per posar en òrbita el primer satèl·lit artificial. L'R-7 tenia 34 metres de llarg i 3 metres de diàmetre, pesava 280 tones i estava proveït d'una sola ogiva de 3 megatones, que podia llançar a 8.800 km de distància amb una precisió de 5 km al voltant del blanc. Es tractava d'un coet de dues etapes amb motors d'oxigen líquid i querosè, recolzats durant el llançament amb quatre propulsors auxiliars. S'orientava mitjançant un sistema de guia inercial, que actuava sobre motors vernier instal·lats a totes les etapes. Les modificacions subsegüents a les proves van acabar en la variant R-7A (GRAU: 8K74), de desembre de 1959, amb 12.000 km d'abast i capacitat de càrrega augmentada.
	

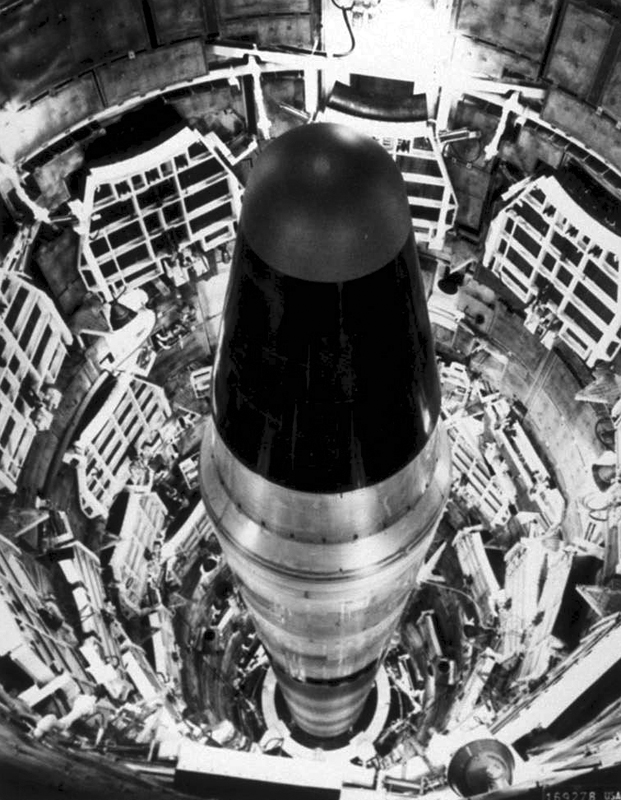
MBI del tipus Titan II, en servei amb les Forces Aèries dels Estats Units entre 1962 i 1986.

Els Estats Units, confiats en la capacitat de la seva Força Aèria, no van poder llançar el Atlas-D d'1,44 Mt fins al juliol de 1959, però només van disposar d'un MBI veritable amb l'arribada del Titan I. A partir d'aquest moment, les dues superpotències van començar a desplegar una extensa força nuclear de míssils balístics intercontinentals. A aquests dissenys primitius els van seguir aviat armes més sofisticades com el SS-7 Saddler i el Titan II.
La possibilitat de disparar aquesta classe de míssils des de submarins es va explorar també des de molt aviat. No obstant això, les dificultats inherents a la navalització d'aquestes armes complexes van fer que no hagués MBLS intercontinentals veritables fins a l'aparició del soviètic SS-N-8 Sawfly el 1973, i el Trident C-4 nord-americà a 1979. En aquells dies, ja feia molts anys que estaven en servei els mítics míssils amb base a terra Minuteman III (EUA) i SS-18 Satan (URSS) que van donar forma al concepte de destrucció mútua assegurada característic de la Guerra Freda amb les seves ogives múltiples MIRV d'alta energia i gran precisió. Va venir a continuació el SS-19 Stiletto soviètic, més lleuger i econòmic, per reforçar aquesta capacitat. Per aquestes mateixes dates, Xina va posar en servei el seu primer MBI, el DF-5.
Durant els anys 1980, les dues superpotències van desenvolupar una nova generació de míssils balístics intercontinentals amb tecnologies avançades. Aquesta es va plasmar en els MBI soviètics SS-24 Scalpel i Topol, així com en l'MBLS nord-americà-britànic Trident II D5 i el R-39 de l'URSS. En aquest període, va aparèixer a l'escenari l'MBLS francès MSBS M-45.
De tota manera, aquestes potències nuclears secundàries produïen els seus míssils per desenes, mentre que els Estats Units i la Unió Soviètica en desplegaven centenars i fins i tot milers.

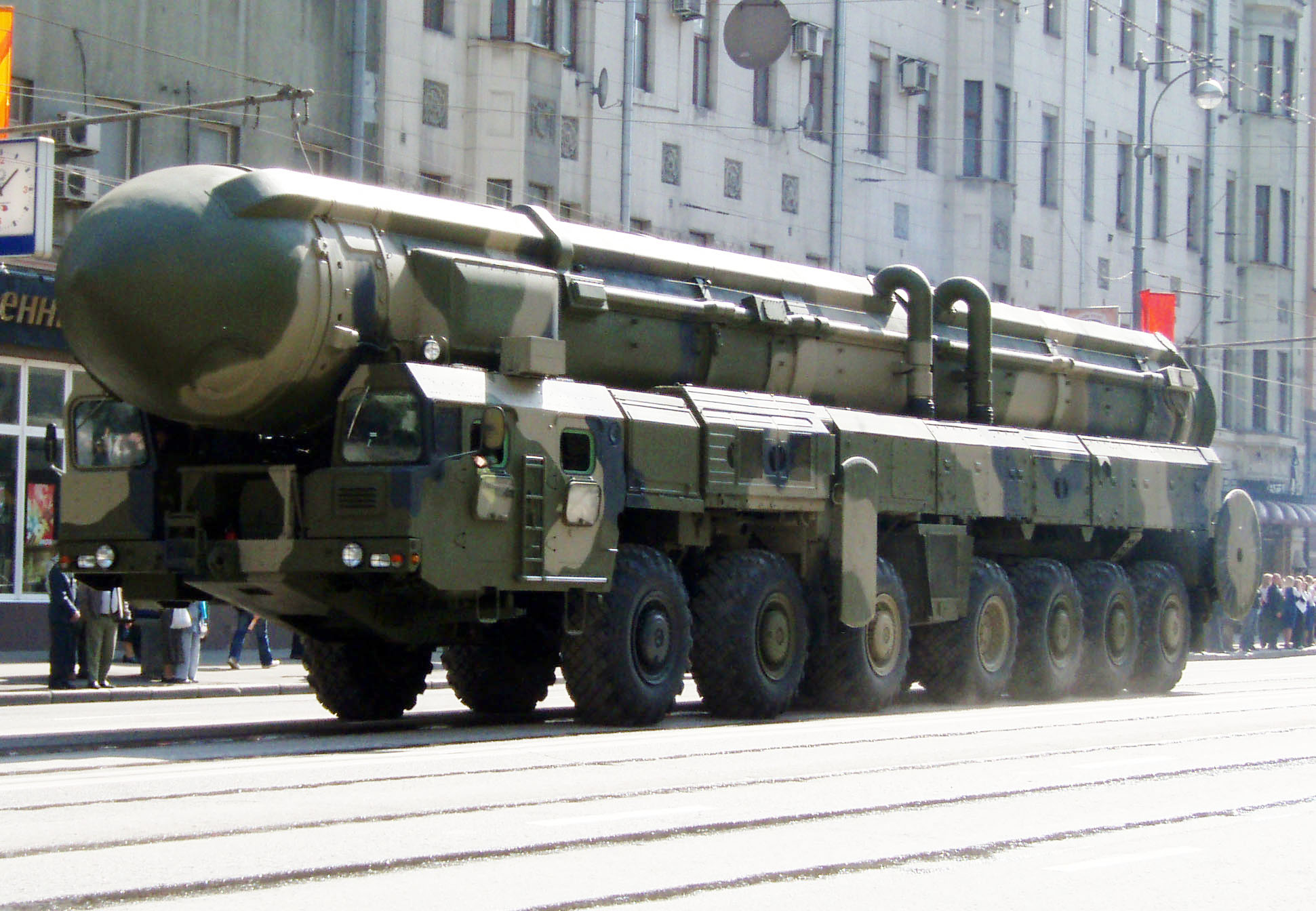
Vehicle llançador del MBI rus Tòpol, Moscou, 2008.

Nombrosos tractats internacionals, i sobretot la finalització de la Guerra Freda, han reduït el nombre, desplegament i estat d'alerta de molts d'aquests míssils. No obstant això, encara que amb menors recursos, la recerca i desenvolupament de noves tecnologies prossegueix. El resultat són els MBI Topol-M i RS-24 (Rússia), DF-31 (Xina) i Jericó III (Israel), així com els MBLS RSM-56 Bulava (Rússia, en proves), JL-2 (Xina, en desenvolupament) i Trident E6 (Estats Units, en desenvolupament). 	
L'Índia, a més, s'està sumant amb el míssil Agni V (en proves). Corea del Nord va realitzar una prova d'un míssil balístic de llarg abast en 2009.

## Vol
En un míssil balístic intercontinental es poden distingir les següents fases de vol:
- Fase d'acceleració, de 3 a 5 minuts (més breu en els coets de combustible sòlid i més prolongada en els de combustible líquid). Al final d'aquesta fase, l'altitud és de 150 a 400 km, depenent de la trajectòria escollida; la velocitat puja a 7 quilòmetres per segon.
- Fase de trànsit: aproximadament 25 minuts de vol espacial suborbital, en una òrbita el·líptica. L'apogeu (a mig camí) s'arriba a uns 1.200 km d'altitud, i la projecció de l'òrbita sobre la superfície és semblant a un Gran Cercle, encara que lleument desplaçat a causa de la rotació terrestre durant el temps de vol. Durant aquesta fase, el míssil allibera les ogives independents i ajuts a la penetració com globus metàl·lics, chaff, bengales, cimbells i expansors.
- Fase de reentrada (començant a una altitud de 100 km): 2 minuts. El recorregut final previ a la detonació es realitza a una velocitat de fins a 4 quilòmetres per segon (en els MBI més primitius es produïa a menys d'1 km/s).

Un MBI modern pot assolir els seus blancs a la màxima distància en menys de 30 minuts.
A més, els submarins llançadors d'MBLS, si aconsegueixen acostar-se a les costes enemigues sense ser detectats per llançar des d'una distància reduïda, poden programar els seus míssils per descriure trajectòries deprimides. Açò augmenta la velocitat i redueix l'altitud i el temps de vol, constrenyent així el temps de preavís del defensor a pocs minuts.

## Estratègia
Es van haver de concebre estratègies noves per a aquesta arma radicalment diferent i singularment devastadora, a mig camí entre el coet artiller i la guerra espacial, entre l'arma de represàlia i la capacitat d'aniquilar l'enemic en el seu propi territori. Aquestes estratègies van anar evolucionant conforme avançaven les idees, l'art de la guerra i la tecnologia disponible.
Fill de la V-2, la primera aproximació estratègica a l'ús del míssil balístic intercontinental se semblava molt a l'aplicació que li va donar a aquesta el règim nazi: un coet d'abast i potència extraordinària per atacar les ciutats de l'enemic, despoblant i dislocant així la seva capacitat humana, industrial i infraestructural per fer la guerra.
No obstant això, la simple potència bruta d'aquesta arma, l'amenaça mai vista que representava, la va convertir ràpidament en l'objectiu primari de les armes nuclears de l'enemic. D'aquesta manera, cadascuna de les superpotències va començar a construir més i més MBI per destruir els cada vegada més i més MBI que construïa l'altra, en un esprint embogit que culminaria en els anys 1980, amb desenes de milers d'ogives disponibles i la capacitat d'aniquilar nombroses vegades a l'enemic i a la humanitat sencera (overkill).
Conceptes com dissuasió total, destrucció mútua assegurada, guerra termonuclear total, guerra nuclear selectiva, escalada, doctrina de primer ús, contenció, condicions d'alerta estratègica, protecció civil atòmica i altres per l'estil es van tornar comuns en el pensament militar i social. Les societats es van veure embolicades en el temor i el fatalisme, el que va produir com a reacció un desenvolupament del moviment pacifista i antinuclear. Els militars i les estratègies convencionals també van haver de canviar per a no arriscar-se a ser destruïts en un primer atac devastador.
La dissuasió nuclear va contribuir a impedir un conflicte obert entre superpotències i va produir un increment de les guerres subsidiàries on aquestes s'enfrontaven a través de tercers.
Després del final de la Guerra Freda, es va reduir el nombre d'ogives i amb això també la percepció d'amenaça a la societat i entre els militars. Avui en dia, els països que disposen d'aquest tipus d'armes aposten per una lògica més selectiva en el seu ús potencial, gràcies al fet que han arribat a uns nivells de precisió i fiabilitat extraordinaris.

## Llista d'MBI i MBLS
| País           | Any del primer MBI | MBI | MBLS intercontinentals |
| -------------- | ------------------ | --- | --- |
| URSS / Rússia  | 1957               | R-7 Semiorka, SS-7 Saddler, SS-8 Sasin, SS-9 Scarp, SS-11 Sego, SS-13 Savage, SS-17 Spanker, SS-18 Satan, SS-19 Stiletto, SS-24 Scalpel, Topol, Topol-M, RS-24, RS-28 Sarmat | SS-N-8 Sawfly, SS-N-17 Snipe, SS-N-18 Stingray, SS-N-20 Sturgeon, SS-N-23 Skiff, R-29RMU Sineva, R-29RMU2 Layner, RSM-56 Bulava |
| Estats Units   | 1959               | Atlas, Titan, Minuteman, LGM-118A Peacekeeper | Trident C4, Trident II D5 |
| Xina           | 1981               | DF-5, DF-31 | |
| França         | 1986?              | | MSBS M45 |
| Regne Unit     | 1994               | | Trident II D5 |
| Israel         | 2008               | Jericho 3 | |
| Corea del Nord | 2009?              | Unha-2? | |
| Índia          | 2010?              | Agni V | |

## MBI i MBLS actualment en servei
| Rússia         | Forces de Coets Estratègics          | - 68 SS-18 Satan - 72 SS-19 Stiletto - 180 Topol - 65 Topol-M - 82 RS-24 (en procés) | - 27è Exèrcit de Míssils de la Guàrdia (HQ: Vladímir) - 98è Esquadró Mixt Independent d'Aviació - 7a Divisió de Míssils de la Guàrdia a Vypolzovo amb 18 Topol mòbils. - 14a Divisió de Míssils a Ioixkar-Olà amb 27 Topol mòbils. - 28a Divisió de Míssils de la Guàrdia a Kozelsk amb 46 SS-19 en sitges. - 54a Divisió de Míssils de la Guàrdia a Teykovo amb 9 Topol i 36 Topol-M mòbils. - 60a Divisió de Míssils a Tatischevo amb 51 SS-19 i 50 Topol-M en sitges. - 31è Exèrcit de Míssils (HQ: Rostoshi) - 102è Esquadró Mixt Independent d'Aviació - 13a Divisió de Míssils a Dombarovskiy amb 41 SS-18 en sitges. - 42a Divisió de Míssils a Nizhniy Tagil amb 36 Topol mòbils. - 33è Exèrcit de Míssils de la Guàrdia (HQ: Omsk) - 105è Esquadró Mixt Independent d'Aviació - 35a Divisió de Míssils a Barnaul amb 36 Topol mòbils. - 39a Divisió de Míssils de la Guàrdia a Novossibirsk amb 36 Topol mòbils. - 51a Divisió de Míssils de la Guàrdia a Irkutsk amb 27 Topol mòbils. - 62a Divisió de Míssils a Uzhur amb 34 SS-18 en sitges. |
| Rússia         | Armada                               | - 69 SS-N-18 Stingray - 96 SS-N-23 Skiff - 0 Bulava (en procés)                      | - Flota del Nord (HQ: Severomorsk) - 12è Esquadró a Gadzhiyevo amb 6 submarins Delta-IV carregant 96 SS-N-23. - 11è Esquadró amb 4 submarins Typhoon sense míssils assignats actualment. - 1 nou submarí Borei esperant el RSM-56 Bulava. - Flota del Pacífic (HQ: Vladivostok) - 16è Esquadró a Rybachiy amb 5 submarins Delta-III carregant 69 SS-N-18 Stingray. |
| Estats Units   | Força Aèria dels Estats Units        | - 450 Minuteman III                                                                  | - 90a Ala de Míssils (HQ: Cheyenne, Wyoming) - 321è Esquadró de Míssils amb 50 Minuteman III en sitges. - 322è Esquadró de Míssils amb 50 Minuteman III en sitges. - 323è Esquadró de Míssils amb 50 Minuteman III en sitges. - 91a Ala de Míssils (HQ: Minot, Dakota del Nord) - 740è Esquadró de Míssils amb 50 Minuteman III en sitges. - 741è Esquadró de Míssils amb 50 Minuteman III en sitges. - 742è Esquadró de Míssils amb 50 Minuteman III en sitges. - 341a Ala de Míssils (HQ: Great Falls, Montana) - 10è Esquadró de Míssils amb 50 Minuteman III en sitges. - 12è Esquadró de Míssils amb 50 Minuteman III en sitges. - 490è Esquadró de Míssils amb 50 Minuteman III en sitges. |
| Estats Units   | Armada                               | - 336 Trident II D5                                                                  | - Flota de l'Atlàntic (HQ: Norfolk, Virgínia) - Esquadró 16/20 a Kings Bay (Geòrgia) amb 6 submarins Ohio SSBN carregant 144 Trident II D5. - Flota del Pacífic (HQ: Pearl Harbor, Hawaii) - Escuadró 17/19 a Bangor (Washington) amb 8 submarins Ohio SSBN carregant 192 Trident II D5. |
| Xina           | Exèrcit Popular d'Alliberament       | - Aprox. 24 DF-5 - Aprox. 30 DF-31                                                   | - Segon Cos d'Artilleria (HQ: Qinghue, Beijing) - Base 52, 806a Brigada a Weinan (Shaanxi) amb míssils DF-31A. - Base 54, 813a Brigada a Nangyan (Henan) amb míssils DF-31A. - Base 56, 812a Brigada a Tianshui (Gansu) amb míssils DF-31A. - Base 54, 801a Brigada a Lingbao (Henan) amb míssils DF-5A. - Base 54, 804a Brigada a Luanchuan (Henan) amb míssils DF-5A. - Base 55, 803a Brigada a Huaihua (Hunan) amb míssils DF-31A. |
| França         | Armada                               | - 48 MSBS M45                                                                        | - Força Oceànica Estratègica a Île Longue, Brest amb 3 submarins La Triomphant carregant 48 MSBS M45. |
| Regne Unit     | Armada                               | - 64 Trident II D5                                                                   | - 4 submarins classe Vanguard a Faslane, Escòcia carregant 64 Trident II D5. |
| Israel         | Desconegut                           | - Jericó III                                                                         | Proves realitzades des de Palmachim (àrea de Tel-Aviv). Va existir una instal·lació a Beit Zachariah. |
| Corea del Nord | Oficina de Guia d'Artilleria         | - Taepodong-2                                                                        | No desplegats. |
| Índia          | Comandament de forces estratègiques. | - Agni V                                                                             | En desenvolupament. |

## Tractats que els afecten
Durant la Guerra Freda, els Acords SALT dels anys 1970 entre les principals superpotències, així com el Tractat INF. Ambdós limitaven el nombre de llançadors i caps; aquest és l'inici en la pràctica del "desarmament nuclear".
En finalitzar la Guerra Freda i reduir-se per tant el grau de confrontació entre les superpotències, es va implementar el tractat START I (1991); això va reduir finalment el nombre real de caps en un pla de desarmament que culminaria el 2001, amb unes 6.000 ogives desplegades. No obstant això, la denúncia nord-americana del Tractat sobre Míssils Anti-Balístics de 1972 va impedir la ratificació per part russa del tractat START II (1993), que hauria reduït aquesta xifra a 2.000 caps el 2012. També va bloquejar la negociació de l'START III. Posteriorment, el tractat SORT (2003) va proposar un objectiu molt difuminat i del que qualsevol de les parts pot retirar-se en qualsevol moment.